# Bosmina (Eubosmina) coregoni
Bosmina (Eubosmina) coregoni is een watervlooiensoort uit de familie van de Bosminidae. De wetenschappelijke naam van de soort werd in 1857 voor het eerst geldig gepubliceerd door Baird.

## Verspreiding
Bosmina coregoni is een klein plankton, zoetwatersoort (of soortcomplex) van watervlooien. Het werd voor het eerst beschreven vanuit Groot-Brittannië en wordt verondersteld inheems te zijn in Eurazië. Het werd voor het eerst ontdekt in Noord-Amerika in de Grote Meren in 1966 en is bekend van de binnenwateren in het hele gebied (Canada en de VS). In 2008 werd het gemeld uit getijdenwateren in de buurt van de monding van de Columbia-rivier in Astoria, Oregon. Dit is het enige getijdevoorkomen dat we kennen voor deze soort en de vestigingsstatus van deze populatie is onbekend.